# Mangalagiri
Mangalagiri è una suddivisione dell'India, classificata come municipality, di 59.443 abitanti, situata nel distretto di Guntur, nello stato federato dell'Andhra Pradesh. In base al numero di abitanti la città rientra nella classe II (da 50.000 a 99.999 persone).

## Geografia fisica
La città è situata a 16° 25' 60 N e 80° 32' 60 E e ha un'altitudine di 8 m s.l.m..

## Società

### Evoluzione demografica
Al censimento del 2001 la popolazione di Mangalagiri assommava a 59.443 persone, delle quali 29.902 maschi e 29.541 femmine. I bambini di età inferiore o uguale ai sei anni assommavano a 6.735, dei quali 3.438 maschi e 3.297 femmine. Infine, coloro che erano in grado di saper almeno leggere e scrivere erano 39.422, dei quali 22.033 maschi e 17.389 femmine.